# Ironsaari
Ironsaari är en ö i Finland. Den ligger i sjön Iso-Pyhäntä och i kommunen Ristijärvi i den ekonomiska regionen  Kajana ekonomiska region  och landskapet Kajanaland, i den centrala delen av landet, 500 km norr om huvudstaden Helsingfors. Öns area är 7,9 hektar och dess största längd är 400 meter i sydöst-nordvästlig riktning.